# Châteaudun
Châteaudun je francouzské město u řeky Loir v úrodné nížině asi 115 km jihozápadně od Paříže v regionu Centre-Val de Loire.

## Geografie
Sousední obce: Lanneray, Marboué, Donnemain-Saint-Mamès, Saint-Denis-les-Ponts, Jallans, La Chapelle-du-Noyer, Thiville a Lutz-en-Dunois.

## Památky
- Zámek a kaple Royal – stavby z 15. až 16. století
- kostel Saint-Valérien
- kostel La Madeleine
- kostel Saint-Jean-de-la-Chaîne
- kostel Saint Lubin

## Osobnosti města
- Jules Péan (1830–1898), chirurg
- Émile Amélineau, (1850–1915), archeolog

## Partnerská města
- Arklow, Irsko
- Kroměříž, Česko
- Marchena, Španělsko
- Schweinfurt, Německo